# فيكتور إسباراغو
فيكتور إسباراغو (بالإسبانية: Víctor Espárrago)‏ مواليد 6 أكتوبر 1944 في مونتفيدو، هو لاعب كرة قدم أوروغوياني سابق كان يلعب كلاعب وسط. سبق له أن لعب في كأس العالم لكرة القدم مع منتخب بلاده.

## المسيرة الاحترافية

### أندية لعب لها
- ناسيونال مونتيفيديو
- نادي إشبيلية
- ريكرياتيفو

## روابط خارجية
- فيكتور إسباراغو على موقع الاتحاد الدولي (مؤرشف)  (الإنجليزية)
- فيكتور إسباراغو على موقع الاتحاد الأوربي (الإنجليزية)
- فيكتور إسباراغو على موقع قاعدة بيانات كرة القدم.إي يو (الإنجليزية)
- فيكتور إسباراغو على موقع ناشيونال فوتبول تيمز (الإنجليزية)
- فيكتور إسباراغو على موقع Soccerway.com (الإنجليزية)
- فيكتور إسباراغو على موقع عالم كرة القدم.نت (الإنجليزية)